# Komixinka
Komixinka (en (ucraïnès): Комишинка) és un poble de la República Autònoma de Crimea a Ucraïna, que el 2014 tenia 127 habitants. Pertany al districte de Simferòpol.